# Nemzeti Éghajlat-változási Stratégia
A Nemzeti Éghajlat-változási Stratégia (NÉS) Magyarország felkészülési terve a globális felmelegedési válságra. Az Éghajlatkutatók Fóruma ajánlását a Nemzeti Éghajlat-változási Stratégia kapcsán 2006. december 12-én tette meg, melyet az országgyűlés 2008. március 18-án fogadott el.
Zöld Beruházási Rendszer (ZBR) indult, mely forrást nyújt azokhoz a beruházásokhoz, amelyek növelik az energiahatékonyságot, illetve megújuló energiaforrásokat hasznosítanak. A ZBR-t
a Környezetvédelmi és Vízügyi Minisztérium és a Környezet és Energia Program (KEOP) koordinálja. A 2007. évi LX törvény mondta ki, hogy az Országgyűlés a globális éghajlati válság miatt egy Nemzeti Éghajlat-változási Stratégiát (NÉS) fogad el. A NÉS a 2008–2025-ig tartó időszakra szól, a kormány a NÉS elfogadását követően két évvel (2010), majd ezt követően ötévente végez felülvizsgálatot (2015). 2007. július 6-ától olvasható a Nemzeti Éghajlat-változási Stratégia (NÉS) munkaanyaga. 2007 szeptemberében egy konferencián összegezték a társadalmi egyeztetés eredményét, majd a klímastratégiát országos „road show” keretében széles körben vitatták meg.
A klímastratégia koncepciója Láng István akadémikus, a Vahava-projekt vezetője, Kiss Csaba és Bagi András keze alól került ki 2006 augusztusában.
```
"Az éghajlatváltozással kapcsolatos ismereteket az általános műveltség részévé kell tenni. Ennek 
érdekében a Stratégiának az oktatás és képzés valamennyi szintjét érintő, országos léptékû és 
tartós (folyamatos) intézkedéseket kell megfogalmaznia."
```

A Környezetvédelmi és Vízügyi Minisztérium 3,3 millió forintért készíttetett stratégiai környezeti vizsgálatot a Nemzeti Éghajlat-változási Stratégia részeként.

## A második Nemzeti Éghajlatváltozási Stratégia
2013 során a Nemzeti Fejlesztési Minisztérium klímapolitikáért felelős államtitkársága a Nemzeti Alkalmazkodási Központ közreműködésével elvégezte a 2008-ban elfogadott első Nemzeti Éghajlatváltozási Stratégia felülvizsgálatát, majd annak alapján, alkalmazkodva az új törvényi előírásokhoz, a megváltozott társadalmi-gazdasági feltételekhez és tudományos eredményekhez kidolgozta a második Nemzeti Éghajlatváltozási Stratégia (NÉS-2) tervezetét.
A NÉS-2 tartalmazza az üvegházhatású gázok kibocsátás-csökkentési céljait, prioritásait és cselekvési irányait meghatározó, 2050-ig tartó időszakra vonatkozó Hazai Dekarbonizációs Útitervet (HDÚ). Hazánk nemzetstratégiai érdeke, hogy a versenyképesség, a technológia-váltás és az éghajlatvédelem szempontjainak megfelelő dekarbonizációs útitervvel készüljön fel az EU-tagállamok közötti, hosszú távú kibocsátás-csökkentési tárgyalásokra.
Az éghajlatváltozás magyarországi hatásainak, természeti és társadalmi-gazdasági következményeinek, az ökoszisztémák és az ágazatok éghajlati sérülékenységének értékelése is része a megújuló stratégiának, amelyre alapozva Nemzeti Alkalmazkodási Stratégia épül a dokumentumba. Az alkalmazkodás és felkészülés koncepcionális keretei érintik a vízgazdálkodás, a vidékfejlesztés, az egészségügy, az energetika, a turizmus és más ágazatok éghajlatbiztonsággal kapcsolatos helyzetét és kockázatait, a lehetséges cselekvési irányokat. A dekarbonizációs és alkalmazkodási teendőket éghajlati szemléletformálási program egészíti ki.
A NÉS-2 tervezetében megfogalmazott cselekvési irányok megvalósítása mind a lakosság, mind a közszféra, mind a gazdálkodó szervezetek számára biztosítja, hogy az éghajlatváltozás mérséklésében vállalt arányos részvételük mellett, időben, tervezetten, és így költséghatékonyan legyenek képesek felkészülni a várható változásokra.
A NÉS-2 vitaanyaga 2013. november 14-éig véleményezhető, itt.

## Külső hivatkozások
- Nemzeti éghajlat-változási stratégia.pdf
- tanulmányok a felmelegedéssel kapcsolatban
- Nemzeti Alkalmazkodási Központ
- Második Nemzeti Éghajlatváltozási Stratégia 2014-2025 kitekintéssel 2050-re